# Llista de topònims de la Jonquera
Llista de topònims (noms propis de lloc) del municipi de la Jonquera, a l'Alt Empordà
Informació actualitzada per un bot. Els canvis manuals es perdran quan s'actualitzi!

## arbre singular
| imatge | Nom         | Ubicat a                     | instància de   | Detalls                                                                   | coordenades                                                                                       | Protecció             | Commons (més fotos) | Dades a WD                    |
| ------ | ----------- | ---------------------------- | -------------- | ------------------------------------------------------------------------- | ------------------------------------------------------------------------------------------------- | --------------------- | ------------------- | ----------------------------- |
|        | Faig Ajagut | la Jonquera la Roca d'Albera | arbre singular | Taxon: faig (Fagus sylvatica) Ample: 20.47m Alt: 4.08m Perímetre: 2.13m   | 42° 28′ 48″ N, 2° 56′ 41″ E / 42.480002777778°N,2.9448°E 1217 msnm                                | arbre d'interès local |                     | Modifica les dades a Wikidata |
|        | el Suratell | la Jonquera                  | arbre singular | Taxon: alzina surera (Quercus suber) Ample: 20m Alt: 18m Perímetre: 4.53m | 42° 25′ 44″ N, 2° 50′ 02″ E / 42.428921°N,2.833898°E ca:Mas Llong, Sant Julià dels Tords 404 msnm | arbre monumental      | El Suratell         | Modifica les dades a Wikidata |

## búnquer
| imatge | Nom                                                           | Ubicat a    | instància de | Detalls | coordenades                                       | Protecció                   | Commons (més fotos) | Dades a WD                    |
| ------ | ------------------------------------------------------------- | ----------- | ------------ | ------- | ------------------------------------------------- | --------------------------- | ------------------- | ----------------------------- |
|        | Conjunt de búnquers i trinxeres de la línia P: CC12 búnquer   | la Jonquera | búnquer      |         |                                                   | bé cultural d'interès local |                     | Modifica les dades a Wikidata |
|        | Conjunt de búnquers i trinxeres de la línia P: M1 búnquer     | la Jonquera | búnquer      |         |                                                   | bé cultural d'interès local |                     | Modifica les dades a Wikidata |
|        | Conjunt de búnquers i trinxeres de la línia P: M10 búnquer    | la Jonquera | búnquer      |         |                                                   | bé cultural d'interès local |                     | Modifica les dades a Wikidata |
|        | Conjunt de búnquers i trinxeres de la línia P: M10-11 búnquer | la Jonquera | búnquer      |         |                                                   | bé cultural d'interès local |                     | Modifica les dades a Wikidata |
|        | Conjunt de búnquers i trinxeres de la línia P: M11 búnquer    | la Jonquera | búnquer      |         |                                                   | bé cultural d'interès local |                     | Modifica les dades a Wikidata |
|        | Conjunt de búnquers i trinxeres de la línia P: M12 búnquer    | la Jonquera | búnquer      |         |                                                   | bé cultural d'interès local |                     | Modifica les dades a Wikidata |
|        | Conjunt de búnquers i trinxeres de la línia P: M12-13 búnquer | la Jonquera | búnquer      |         |                                                   | bé cultural d'interès local |                     | Modifica les dades a Wikidata |
|        | Conjunt de búnquers i trinxeres de la línia P: M19 búnquer    | la Jonquera | búnquer      |         | 42° 25′ 26″ N, 2° 52′ 16″ E / 42.4238°N,2.87098°E | bé cultural d'interès local |                     | Modifica les dades a Wikidata |
|        | Conjunt de búnquers i trinxeres de la línia P: M20 búnquer    | la Jonquera | búnquer      |         |                                                   | bé cultural d'interès local |                     | Modifica les dades a Wikidata |
|        | Conjunt de búnquers i trinxeres de la línia P: M21 búnquer    | la Jonquera | búnquer      |         |                                                   | bé cultural d'interès local |                     | Modifica les dades a Wikidata |
|        | Conjunt de búnquers i trinxeres de la línia P: M8 búnquer     | la Jonquera | búnquer      |         |                                                   | bé cultural d'interès local |                     | Modifica les dades a Wikidata |

## cabana
| imatge | Nom                      | Ubicat a    | instància de | Detalls       | coordenades                                                                                           | Protecció | Commons (més fotos) | Dades a WD                    |
| ------ | ------------------------ | ----------- | ------------ | ------------- | --- | --------- | ------------------- | ----------------------------- |
|        | corral d'en Carreres     | la Jonquera | cabana       |               | 42° 25′ 53″ N, 2° 56′ 55″ E / 42.431479564521°N,2.94847778914859°E                                    |           |                     | Modifica les dades a Wikidata |
|        | corral d'en Gombau       | la Jonquera | cabana       | Estat: ruïnós | 42° 27′ 01″ N, 2° 56′ 15″ E / 42.450140575852245°N,2.937517762184143°E muntanya de Requesens 476 msnm |           | Corral d'en Gombau  | Modifica les dades a Wikidata |
|        | corral d'en Paco         | la Jonquera | cabana       |               | 42° 24′ 46″ N, 2° 53′ 55″ E / 42.4127859813368°N,2.89873630455126°E                                   |           |                     | Modifica les dades a Wikidata |
|        | corral d'en Porta        | la Jonquera | cabana       |               | 42° 25′ 15″ N, 2° 52′ 46″ E / 42.4209086349737°N,2.87933576291154°E                                   |           |                     | Modifica les dades a Wikidata |
|        | corral de Pedra Dreta    | la Jonquera | cabana       |               | 42° 28′ 03″ N, 2° 56′ 13″ E / 42.4676326564078°N,2.93681918431361°E                                   |           |                     | Modifica les dades a Wikidata |
|        | corral de la Pepa Solera | la Jonquera | cabana       |               | 42° 25′ 13″ N, 2° 52′ 41″ E / 42.4202678854201°N,2.87808502328189°E                                   |           |                     | Modifica les dades a Wikidata |
|        | corral del Tronc         | la Jonquera | cabana       |               | 42° 27′ 12″ N, 2° 50′ 36″ E / 42.4533225943531°N,2.8433122423287°E                                    |           |                     | Modifica les dades a Wikidata |
|        | el Corral Nou            | la Jonquera | cabana       |               | 42° 26′ 42″ N, 2° 56′ 39″ E / 42.445058020170826°N,2.944067716598511°E                                |           |                     | Modifica les dades a Wikidata |
|        | el Magatzem Cremat       | la Jonquera | cabana       |               | 42° 26′ 09″ N, 2° 57′ 16″ E / 42.4357689343946°N,2.95443170950487°E                                   |           |                     | Modifica les dades a Wikidata |
|        | jaça dels Porquers       | la Jonquera | cabana       |               | 42° 27′ 39″ N, 2° 56′ 03″ E / 42.4609127331197°N,2.93416226766291°E                                   |           |                     | Modifica les dades a Wikidata |
|        | la Casassa               | la Jonquera | cabana       |               | 42° 26′ 57″ N, 2° 58′ 18″ E / 42.449130310792°N,2.97153200713331°E                                    |           |                     | Modifica les dades a Wikidata |
|        | les Mines de Sant Pere   | la Jonquera | cabana       | Estat: ruïnós | 42° 26′ 57″ N, 2° 53′ 18″ E / 42.4491336043376°N,2.88845070558565°E                                   |           |                     | Modifica les dades a Wikidata |

## carrer
| imatge | Nom          | Ubicat a    | instància de | Detalls                                  | coordenades                                                                | Protecció                                  | Commons (més fotos)        | Dades a WD                    |
| ------ | ------------ | ----------- | ------------ | ---------------------------------------- | -------------------------------------------------------------------------- | ------------------------------------------ | -------------------------- | ----------------------------- |
|        | carrer Major | la Jonquera | carrer       | Estil: arquitectura popular              | 42° 24′ 58″ N, 2° 52′ 25″ E / 42.416°N,2.87365°E                           | bé integrant del patrimoni cultural català | Carrer Major (la Jonquera) | Modifica les dades a Wikidata |
|        | carrer Vell  | la Jonquera | carrer       | Estil: arquitectura popular 18th century | 42° 25′ 00″ N, 2° 52′ 26″ E / 42.416547°N,2.8738°E ca:Carrer Vell 111 msnm | bé integrant del patrimoni cultural català | Carrer Vell (la Jonquera)  | Modifica les dades a Wikidata |

## casa
| imatge | Nom                     | Ubicat a    | instància de | Detalls                                  | coordenades                                                                                 | Protecció                                  | Commons (més fotos)       | Dades a WD                    |
| ------ | ----------------------- | ----------- | ------------ | ---------------------------------------- | ------------------------------------------------------------------------------------------- | ------------------------------------------ | ------------------------- | ----------------------------- |
|        | Antiga Casa Bosch       | la Jonquera | casa         | Estil: historicisme arquitectònic        | 42° 25′ 01″ N, 2° 52′ 24″ E / 42.417002°N,2.873416°E ca:Carrer Major, 34 109 msnm           | bé integrant del patrimoni cultural català | Antiga Casa Bosch         | Modifica les dades a Wikidata |
|        | Ca l'Armet              | la Jonquera | casa         | Estil: arquitectura popular              | 42° 25′ 02″ N, 2° 52′ 23″ E / 42.4173°N,2.87318°E ca:Carrer Major, 69 108 msnm              | bé integrant del patrimoni cultural català | Ca l'Armet                | Modifica les dades a Wikidata |
|        | Ca la Pepita            | la Jonquera | casa         | Estil: arquitectura popular              | 42° 25′ 04″ N, 2° 52′ 31″ E / 42.417665°N,2.875177°E                                        | bé integrant del patrimoni cultural català |                           | Modifica les dades a Wikidata |
|        | Cal Robles              | la Jonquera | casa         | Estil: arquitectura eclèctica            | 42° 25′ 07″ N, 2° 52′ 24″ E / 42.4185°N,2.87324°E ca:Carrer Major, 78 111 msnm              | bé integrant del patrimoni cultural català | Cal Robles (la Jonquera)  | Modifica les dades a Wikidata |
|        | Can Calabuig            | la Jonquera | casa         |                                          | 42° 25′ 06″ N, 2° 52′ 22″ E / 42.418379°N,2.872751°E                                        | bé integrant del patrimoni cultural català | Can Calabuig              | Modifica les dades a Wikidata |
|        | Can Dauner              | la Jonquera | casa         | Estil: arquitectura modernista           | 42° 25′ 03″ N, 2° 52′ 24″ E / 42.4174°N,2.87337°E ca:Carrer Major, 32 110 msnm              | bé integrant del patrimoni cultural català | Can Dauner                | Modifica les dades a Wikidata |
|        | Can Dauner              | la Jonquera | casa         | Estil: arquitectura popular              | 42° 25′ 03″ N, 2° 52′ 30″ E / 42.41744°N,2.874925°E                                         | bé integrant del patrimoni cultural català |                           | Modifica les dades a Wikidata |
|        | Can Laporta             | la Jonquera | casa         | Estil: arquitectura popular              | 42° 24′ 59″ N, 2° 52′ 25″ E / 42.4163°N,2.87361°E ca:Carrer Major, 2 / Carrer Vell 108 msnm | bé integrant del patrimoni cultural català | Can Laporta (la Jonquera) | Modifica les dades a Wikidata |
|        | Can Lloveres            | la Jonquera | casa         | Estil: noucentisme                       | 42° 24′ 56″ N, 2° 52′ 25″ E / 42.4155°N,2.87369°E ca:Carrer Major, 27                       | bé integrant del patrimoni cultural català |                           | Modifica les dades a Wikidata |
|        | Can Pozuelo             | la Jonquera | casa         | Estil: arquitectura popular              | 42° 25′ 03″ N, 2° 52′ 28″ E / 42.417552°N,2.874521°E                                        | bé integrant del patrimoni cultural català | Can Pozuelo               | Modifica les dades a Wikidata |
|        | Can Siscu               | la Jonquera | casa         | Estil: historicisme arquitectònic        | 42° 25′ 00″ N, 2° 52′ 24″ E / 42.41665°N,2.873216°E                                         | bé integrant del patrimoni cultural català | Can Siscu                 | Modifica les dades a Wikidata |
|        | Casa de Posta Reial     | la Jonquera | casa         | Estil: arquitectura popular              | 42° 25′ 00″ N, 2° 52′ 27″ E / 42.416624°N,2.874031°E                                        | bé integrant del patrimoni cultural català | Casa de Posta Reial       | Modifica les dades a Wikidata |
|        | ca l'Hosta              | la Jonquera | casa         | Estil: arquitectura popular 18th century | 42° 25′ 01″ N, 2° 52′ 23″ E / 42.416893°N,2.873191°E ca:Pl. de l'Ajuntament 109 msnm        | bé integrant del patrimoni cultural català | Ca l'Hosta                | Modifica les dades a Wikidata |
|        | can Geli                | la Jonquera | casa         | Estil: arquitectura popular 18th century | 42° 24′ 58″ N, 2° 52′ 26″ E / 42.41621°N,2.873867°E ca:carrer Vell, 1 109 msnm              | bé integrant del patrimoni cultural català | Can Geli (la Jonquera)    | Modifica les dades a Wikidata |
|        | can Ribes               | la Jonquera | casa         | Estil: arquitectura popular 18th century | 42° 24′ 59″ N, 2° 52′ 24″ E / 42.41647°N,2.87335°E ca:C. Major, 59 109 msnm                 | bé integrant del patrimoni cultural català | Can Ribes (la Jonquera)   | Modifica les dades a Wikidata |
|        | casa al carrer Vell, 18 | la Jonquera | casa         | Estil: arquitectura popular              | 42° 25′ 00″ N, 2° 52′ 26″ E / 42.416718°N,2.873763°E                                        | bé integrant del patrimoni cultural català | Casa al carrer Vell, 18   | Modifica les dades a Wikidata |
|        | el Llatzeret            | la Jonquera | casa         | Estil: arquitectura popular              | 42° 25′ 10″ N, 2° 52′ 29″ E / 42.419502°N,2.874845°E ca:Carrer del Llatzeret, 8             | bé integrant del patrimoni cultural català |                           | Modifica les dades a Wikidata |

## castell
| imatge | Nom                  | Ubicat a    | instància de | Detalls                                                                   | coordenades                                                                                         | Protecció                                            | Commons (més fotos)  | Dades a WD                    |
| ------ | -------------------- | ----------- | ------------ | ------------------------------------------------------------------------- | --------------------------------------------------------------------------------------------------- | ---------------------------------------------------- | -------------------- | ----------------------------- |
|        | castell de Requesens | la Jonquera | castell      | Arquitecte: Alexandre Comalat i Garriga Estil: historicisme arquitectònic | 42° 26′ 48″ N, 2° 56′ 40″ E / 42.446625°N,2.9444°E ca:Camí de Requesens, des de Cantallops 512 msnm | bé d'interès cultural bé cultural d'interès nacional | Castell de Requesens | Modifica les dades a Wikidata |
|        | castell de Rocabertí | la Jonquera | castell      |                                                                           | 42° 26′ 13″ N, 2° 53′ 03″ E / 42.43687778°N,2.88409444°E                                            | bé d'interès cultural bé cultural d'interès nacional | Castell de Rocabertí | Modifica les dades a Wikidata |

## collada
| imatge | Nom                       | Ubicat a                         | instància de             | Detalls                     | coordenades | Protecció | Commons (més fotos) | Dades a WD                    |
| ------ | ------------------------- | -------------------------------- | ------------------------ | --------------------------- | --- | --------- | ------------------- | ----------------------------- |
|        | Coll Forcadell            | l'Albera la Jonquera             | collada                  |                             | 42° 27′ 39″ N, 2° 55′ 30″ E / 42.460836°N,2.924964°E 896 msnm                                                                  |           |                     | Modifica les dades a Wikidata |
|        | Coll Forcat               | l'Albera la Jonquera             | collada                  |                             | 42° 27′ 28″ N, 2° 55′ 20″ E / 42.45791°N,2.92236°E 826 828.2 msnm                                                              |           |                     | Modifica les dades a Wikidata |
|        | Coll de Medàs             | la Jonquera Cantallops           | collada                  |                             | 42° 25′ 54″ N, 2° 56′ 30″ E / 42.431611111111°N,2.9416944444444°E 392 msnm                                                     |           |                     | Modifica les dades a Wikidata |
|        | Coll de l'Alzina          | l'Albera la Jonquera             | collada                  |                             | 42° 27′ 37″ N, 2° 53′ 51″ E / 42.460367°N,2.897636°E 639.9 msnm                                                                |           |                     | Modifica les dades a Wikidata |
|        | Coll de la Comtessa       | el Pertús la Jonquera            | collada                  |                             | 42° 27′ 52″ N, 2° 52′ 42″ E / 42.464445°N,2.878274°E 511.5 msnm                                                                |           |                     | Modifica les dades a Wikidata |
|        | Coll de la Torre          | el Pertús la Jonquera            | collada                  |                             | 42° 27′ 57″ N, 2° 52′ 00″ E / 42.465777777778°N,2.866675°E 319.7 msnm                                                          |           |                     | Modifica les dades a Wikidata |
|        | Coll de la Vinyassa       | l'Albera la Jonquera             | collada                  |                             | 42° 27′ 26″ N, 2° 54′ 30″ E / 42.457139°N,2.908458°E 716.3 msnm                                                                |           |                     | Modifica les dades a Wikidata |
|        | Coll del Faig             | la Jonquera Sureda               | collada                  |                             | 42° 28′ 04″ N, 2° 57′ 56″ E / 42.4679°N,2.9656°E                                                                               |           |                     | Modifica les dades a Wikidata |
|        | Coll del Pal              | l'Albera la Jonquera             | collada                  |                             | 42° 28′ 08″ N, 2° 55′ 42″ E / 42.46885°N,2.92826°E 969.9 msnm                                                                  |           |                     | Modifica les dades a Wikidata |
|        | Coll del Pou              | la Roca d'Albera la Jonquera     | collada                  |                             | 42° 28′ 32″ N, 2° 56′ 11″ E / 42.47558°N,2.93644°E 1108.7 msnm                                                                 |           |                     | Modifica les dades a Wikidata |
|        | Coll del Priorat          | Morellàs i les Illes la Jonquera | collada                  |                             | 42° 27′ 29″ N, 2° 50′ 17″ E / 42.458172°N,2.838°E 457.5 msnm                                                                   |           |                     | Modifica les dades a Wikidata |
|        | Coll del Teixó            | Morellàs i les Illes la Jonquera | collada                  |                             | 42° 26′ 38″ N, 2° 49′ 51″ E / 42.443886°N,2.830764°E 6877 msnm                                                                 |           |                     | Modifica les dades a Wikidata |
|        | Coll dels Pomers          | Morellàs i les Illes la Jonquera | collada                  |                             | 42° 26′ 54″ N, 2° 50′ 01″ E / 42.44820278°N,2.83364389°E ca:En aquest coll hi ha la fita transfronterera número 564 615.8 msnm |           |                     | Modifica les dades a Wikidata |
|        | Collada del Pla de l'Arca | l'Albera la Jonquera             | collada                  |                             | 42° 27′ 39″ N, 2° 53′ 17″ E / 42.46089°N,2.88812°E 42° 27′ 39″ N, 2° 53′ 17″ E / 42.460794°N,2.888161°E 602 msnm               |           |                     | Modifica les dades a Wikidata |
|        | Pla de l'Arca             | l'Albera la Jonquera             | collada                  |                             | 42° 27′ 30″ N, 2° 54′ 03″ E / 42.458397°N,2.900722°E 648.3 msnm                                                                |           |                     | Modifica les dades a Wikidata |
|        | coll de l'Arca            | la Jonquera                      | collada                  |                             | |           |                     | Modifica les dades a Wikidata |
|        | coll de l'Orri            | la Jonquera Sureda               | collada                  |                             | 42° 27′ 59″ N, 2° 58′ 18″ E / 42.4664°N,2.9718°E                                                                               |           |                     | Modifica les dades a Wikidata |
|        | coll del Pertús           | el Pertús la Jonquera            | collada port de muntanya | Hi passa: Route nationale 9 | 42° 27′ 39″ N, 2° 51′ 50″ E / 42.4608°N,2.864°E 290 283.1 msnm                                                                 |           | Col du Perthus      | Modifica les dades a Wikidata |

## curs d'aigua
| imatge | Nom                 | Ubicat a                                                        | instància de | Detalls                         | coordenades                                               | Protecció | Commons (més fotos) | Dades a WD                    |
| ------ | ------------------- | --------------------------------------------------------------- | ------------ | ------------------------------- | --------------------------------------------------------- | --------- | ------------------- | ----------------------------- |
|        | Anyet               | la Jonquera Sant Climent Sescebes Masarac i Vilarnadal Peralada | curs d'aigua | Desemboca: Orlina               | 42° 21′ 27″ N, 2° 58′ 37″ E / 42.35752778°N,2.97682222°E  |           | Riera d'Anyet       | Modifica les dades a Wikidata |
|        | Llobregat d'Empordà | Alt Empordà                                                     | curs d'aigua | Desemboca: Muga Conca: 853.8km² | 42° 19′ 51″ N, 2° 57′ 21″ E / 42.3307°N,2.95577°E 28 msnm |           | Llobregat d'Empordà | Modifica les dades a Wikidata |

## disseminat
| imatge | Nom                | Ubicat a    | instància de                                                        | Detalls | coordenades                                          | Protecció | Commons (més fotos) | Dades a WD                    |
| ------ | ------------------ | ----------- | ------------------------------------------------------------------- | ------- | ---------------------------------------------------- | --------- | ------------------- | ----------------------------- |
|        | Terme de Panissars | la Jonquera | disseminat ens local històric de Catalunya                          |         | 42° 27′ 18″ N, 2° 51′ 15″ E / 42.4551°N,2.85429°E    |           |                     | Modifica les dades a Wikidata |
|        | Terme dels Torts   | la Jonquera | disseminat ens local històric de Catalunya antic municipi d'Espanya |         | 42° 26′ 19″ N, 2° 50′ 22″ E / 42.438655°N,2.839403°E |           |                     | Modifica les dades a Wikidata |

## dolmen
| imatge | Nom                                | Ubicat a    | instància de | Detalls | coordenades                                                                | Protecció | Commons (més fotos) | Dades a WD                    |
| ------ | ---------------------------------- | ----------- | ------------ | ------- | -------------------------------------------------------------------------- | --------- | ------------------- | ----------------------------- |
|        | dolmen de Canadal                  | la Jonquera | dolmen       |         | 42° 24′ 41″ N, 2° 53′ 38″ E / 42.41132220438231°N,2.893797755241394°E      |           |                     | Modifica les dades a Wikidata |
|        | dolmen del Mas Baleta I            | la Jonquera | dolmen       |         | 42° 24′ 05″ N, 2° 54′ 54″ E / 42.4013088358449°N,2.914981842041016°E       |           |                     | Modifica les dades a Wikidata |
|        | dolmen del Mas Baleta II           | la Jonquera | dolmen       |         | 42° 24′ 00″ N, 2° 54′ 49″ E / 42.39999763167515°N,2.9135227203369145°E     |           |                     | Modifica les dades a Wikidata |
|        | dolmen dels Estanys I              | la Jonquera | dolmen       |         | 42° 23′ 46″ N, 2° 54′ 18″ E / 42.396166666667°N,2.9050277777778°E 192 msnm |           | Dolmen Estanys I    | Modifica les dades a Wikidata |
|        | dolmen dels Estanys II             | la Jonquera | dolmen       |         | 42° 23′ 43″ N, 2° 54′ 23″ E / 42.395361111111°N,2.90625°E 200 msnm         |           | Dolmen Estanys II   | Modifica les dades a Wikidata |
|        | dolmen dels Estanys III            | la Jonquera | dolmen       |         | 42° 24′ 01″ N, 2° 54′ 13″ E / 42.400147222222°N,2.9035111111111°E 166 msnm |           | Dolmen Estanys III  | Modifica les dades a Wikidata |
|        | dolmen dels Pedreguers             | la Jonquera | dolmen       |         | 42° 26′ 47″ N, 2° 53′ 06″ E / 42.446463888889°N,2.8850972222222°E          |           |                     | Modifica les dades a Wikidata |
|        | dolmen dels Planers de la Serafina | la Jonquera | dolmen       |         | 42° 25′ 38″ N, 2° 51′ 07″ E / 42.427188888889°N,2.8520222222222°E          |           |                     | Modifica les dades a Wikidata |
|        | dòlmens del Mas Baleta             | la Jonquera | dolmen       |         | 42° 24′ 03″ N, 2° 54′ 52″ E / 42.4008837709216°N,2.91439415538009°E        |           |                     | Modifica les dades a Wikidata |

## edifici
| imatge | Nom                                                        | Ubicat a    | instància de | Detalls                     | coordenades                                                            | Protecció                                  | Commons (més fotos)      | Dades a WD                    |
| ------ | ---------------------------------------------------------- | ----------- | ------------ | --------------------------- | ---------------------------------------------------------------------- | ------------------------------------------ | ------------------------ | ----------------------------- |
|        | Conjunt de búnquers i trinxeres de la línia P: M22 búnquer | la Jonquera | edifici      |                             |                                                                        | bé cultural d'interès local                |                          | Modifica les dades a Wikidata |
|        | Societat de Socors Mutus                                   | la Jonquera | edifici      | Estil: arquitectura popular | 42° 25′ 07″ N, 2° 52′ 22″ E / 42.4187°N,2.87271°E 112 msnm             | bé integrant del patrimoni cultural català | Societat de Socors Mutus | Modifica les dades a Wikidata |
|        | la Cantina                                                 | la Jonquera | edifici      |                             | 42° 27′ 02″ N, 2° 56′ 20″ E / 42.450425°N,2.9389777777777777°E         |                                            | La Cantina               | Modifica les dades a Wikidata |
|        | la Serradora                                               | la Jonquera | edifici      |                             | 42° 26′ 46″ N, 2° 56′ 23″ E / 42.44608723140986°N,2.939717173576355°E  |                                            |                          | Modifica les dades a Wikidata |
|        | les Pipes                                                  | la Jonquera | edifici      |                             | 42° 26′ 52″ N, 2° 56′ 27″ E / 42.447765601159695°N,2.940897345542908°E |                                            |                          | Modifica les dades a Wikidata |

## entitat singular de població
| imatge | Nom                   | Ubicat a    | instància de                                                                                    | Detalls                           | coordenades                                                                | Protecció                                  | Commons (més fotos) | Dades a WD                    |
| ------ | --------------------- | ----------- | ----------------------------------------------------------------------------------------------- | --------------------------------- | -------------------------------------------------------------------------- | ------------------------------------------ | ------------------- | ----------------------------- |
|        | Veïnat de Canadal     | la Jonquera | entitat singular de població                                                                    | 1 hab                             | 42° 24′ 36″ N, 2° 53′ 22″ E / 42.409931963404°N,2.8894901289552°E 173 msnm |                                            |                     | Modifica les dades a Wikidata |
|        | Veïnat de Sant Julià  | la Jonquera | entitat singular de població                                                                    | 12 hab                            | 42° 26′ 19″ N, 2° 51′ 11″ E / 42.43853°N,2.852985°E 240 msnm               |                                            |                     | Modifica les dades a Wikidata |
|        | el Portús             | la Jonquera | entitat singular de població ciutat fronterera                                                  | 57 hab                            | 42° 27′ 46″ N, 2° 51′ 51″ E / 42.462777777778°N,2.8641666666667°E 263 msnm |                                            | Els Límits          | Modifica les dades a Wikidata |
|        | la Jonquera           | la Jonquera | entitat singular de població ens local històric de Catalunya capital municipal                  | 3291 hab                          | 42° 25′ 01″ N, 2° 52′ 23″ E / 42.416919°N,2.873175°E 108 msnm              |                                            |                     | Modifica les dades a Wikidata |
|        | muntanya de Requesens | la Jonquera | entitat singular de població despoblat ens local històric de Catalunya antic municipi d'Espanya | Estil: arquitectura popular 0 hab | 42° 27′ 01″ N, 2° 56′ 21″ E / 42.45029722°N,2.93923889°E 511 msnm          | bé integrant del patrimoni cultural català | Requesens           | Modifica les dades a Wikidata |

## església
| imatge | Nom                                              | Ubicat a              | instància de     | Detalls                                                    | coordenades | Protecció                                  | Commons (més fotos)                              | Dades a WD                    |
| ------ | ------------------------------------------------ | --------------------- | ---------------- | ---------------------------------------------------------- | --- | ------------------------------------------ | ------------------------------------------------ | ----------------------------- |
|        | Mare de Déu de Requesens                         | la Jonquera           | església         | Estil: arquitectura popular                                | 42° 27′ 02″ N, 2° 56′ 19″ E / 42.45055555555555°N,2.9386111111111113°E muntanya de Requesens                            | bé integrant del patrimoni cultural català | Mare de Déu de Requesens                         | Modifica les dades a Wikidata |
|        | Sant Jaume de Canadal                            | la Jonquera           | església capella | Estil: art preromànic                                      | 42° 24′ 38″ N, 2° 52′ 59″ E / 42.4106°N,2.88307°E ca:Canadal. Accés des del Pol.Ind. La Campa                           | bé integrant del patrimoni cultural català |                                                  | Modifica les dades a Wikidata |
|        | Sant Julià dels Torts                            | la Jonquera           | església         | Estil: arquitectura romànica 12nd century                  | 42° 26′ 19″ N, 2° 50′ 22″ E / 42.438655°N,2.839403°E ca:A 6 km de la Jonquera, veïnat de Sant Julià dels Torts 448 msnm | bé integrant del patrimoni cultural català | Sant Julià dels Torts                            | Modifica les dades a Wikidata |
|        | Sant Martí del Forn de Vidre                     | la Jonquera           | església         | Estil: art preromànic 10th century Estat: ruïnós           | 42° 26′ 39″ N, 2° 51′ 57″ E / 42.4443°N,2.86584°E ca:A 3 km al nord del poble 192 msnm                                  | bé integrant del patrimoni cultural català | Sant Martí del Forn de Vidre                     | Modifica les dades a Wikidata |
|        | Sant Miquel de Solans                            | la Jonquera           | església         | Estil: art romànic a Catalunya                             | 42° 25′ 38″ N, 2° 53′ 41″ E / 42.4273°N,2.89476°E                                                                       | bé integrant del patrimoni cultural català | Ermita de Santa Llúcia (la Jonquera)             | Modifica les dades a Wikidata |
|        | Sant Pere del Pla de l'Arca                      | la Jonquera           | església         | Estil: arquitectura romànica                               | 42° 26′ 59″ N, 2° 53′ 06″ E / 42.4496°N,2.88509°E                                                                       | bé integrant del patrimoni cultural català | Sant Pere del Pla de l'Arca                      | Modifica les dades a Wikidata |
|        | Santa Maria                                      | la Jonquera           | església         |                                                            | 42° 25′ 03″ N, 2° 52′ 25″ E / 42.4174°N,2.87352°E                                                                       | bé integrant del patrimoni cultural català | Santa Maria de la Jonquera                       | Modifica les dades a Wikidata |
|        | Santa Maria de Panissars                         | el Pertús la Jonquera | església         | Estil: art preromànic Estat: ruïnós Dedicat a: Verge Maria | 42° 27′ 22″ N, 2° 50′ 56″ E / 42.45611111111111°N,2.848888888888889°E                                                   | bé integrant del patrimoni cultural català | Archaeological site of Panissars                 | Modifica les dades a Wikidata |
|        | Santuari de la Mare de Déu de Fàtima dels Límits | la Jonquera           | església         | Estil: arquitectura popular                                | 42° 27′ 41″ N, 2° 51′ 53″ E / 42.4614°N,2.86464°E                                                                       | bé integrant del patrimoni cultural català | Santuari de la Mare de Déu de Fàtima dels Límits | Modifica les dades a Wikidata |

## font
| imatge | Nom                 | Ubicat a    | instància de | Detalls | coordenades                                                             | Protecció | Commons (més fotos) | Dades a WD                    |
| ------ | ------------------- | ----------- | ------------ | ------- | ----------------------------------------------------------------------- | --------- | ------------------- | ----------------------------- |
|        | font de Fatima      | el Portús   | font         |         | 42° 27′ 42″ N, 2° 51′ 51″ E / 42.461666666666666°N,2.8641666666666667°E |           | Font de Fatima      | Modifica les dades a Wikidata |
|        | fonts del Llobregat | la Jonquera | font         |         | 42° 27′ 16″ N, 2° 55′ 01″ E / 42.4543813011479°N,2.91702121514724°E     |           |                     | Modifica les dades a Wikidata |

## masia
| imatge | Nom                                 | Ubicat a    | instància de | Detalls                                   | coordenades                                                                                   | Protecció                                            | Commons (més fotos)                 | Dades a WD                    |
| ------ | ----------------------------------- | ----------- | ------------ | ----------------------------------------- | --------------------------------------------------------------------------------------------- | ---------------------------------------------------- | ----------------------------------- | ----------------------------- |
|        | Ca la Manuela                       | la Jonquera | masia        |                                           | 42° 25′ 45″ N, 2° 52′ 45″ E / 42.4290768265°N,2.87910127674876°E                              |                                                      |                                     | Modifica les dades a Wikidata |
|        | Ca la Paraire                       | la Jonquera | masia        |                                           | 42° 25′ 34″ N, 2° 52′ 53″ E / 42.4261882333486°N,2.88133140724882°E                           |                                                      |                                     | Modifica les dades a Wikidata |
|        | Ca la Pastora                       | la Jonquera | masia        |                                           | 42° 26′ 31″ N, 2° 50′ 27″ E / 42.4419446052605°N,2.84079931907272°E                           |                                                      |                                     | Modifica les dades a Wikidata |
|        | Cal Burat                           | la Jonquera | masia        |                                           | 42° 25′ 40″ N, 2° 50′ 18″ E / 42.4277026460748°N,2.83829466017633°E                           |                                                      |                                     | Modifica les dades a Wikidata |
|        | Cal Prior                           | la Jonquera | masia        |                                           | 42° 27′ 30″ N, 2° 50′ 16″ E / 42.4582773615413°N,2.83791195689326°E                           |                                                      |                                     | Modifica les dades a Wikidata |
|        | Cal Rei                             | la Jonquera | masia        |                                           | 42° 27′ 11″ N, 2° 50′ 53″ E / 42.4530048470304°N,2.84811677062864°E                           |                                                      |                                     | Modifica les dades a Wikidata |
|        | Cal Tronc                           | la Jonquera | masia        |                                           | 42° 26′ 18″ N, 2° 51′ 21″ E / 42.4384702926746°N,2.8559211877095°E                            |                                                      |                                     | Modifica les dades a Wikidata |
|        | Can Balses                          | la Jonquera | masia        |                                           | 42° 26′ 28″ N, 2° 50′ 24″ E / 42.4409886718246°N,2.83986549352387°E                           |                                                      |                                     | Modifica les dades a Wikidata |
|        | Can Carreres                        | la Jonquera | masia        |                                           | 42° 26′ 37″ N, 2° 50′ 43″ E / 42.4436439962201°N,2.84537916582947°E                           |                                                      |                                     | Modifica les dades a Wikidata |
|        | Can Conxa                           | la Jonquera | masia        |                                           | 42° 27′ 11″ N, 2° 52′ 43″ E / 42.4529872195935°N,2.87866613717686°E                           |                                                      |                                     | Modifica les dades a Wikidata |
|        | Can Delfí                           | la Jonquera | masia        |                                           | 42° 26′ 19″ N, 2° 51′ 10″ E / 42.4387365634474°N,2.8528444522583°E                            |                                                      |                                     | Modifica les dades a Wikidata |
|        | Can Garrell                         | la Jonquera | masia        |                                           | 42° 26′ 16″ N, 2° 51′ 09″ E / 42.437898510232°N,2.85245734314763°E                            |                                                      |                                     | Modifica les dades a Wikidata |
|        | Can Guillem                         | la Jonquera | masia        |                                           | 42° 26′ 35″ N, 2° 51′ 10″ E / 42.443104289722°N,2.85271263696202°E                            |                                                      |                                     | Modifica les dades a Wikidata |
|        | Can Mansion                         | la Jonquera | masia        |                                           | 42° 24′ 35″ N, 2° 53′ 08″ E / 42.4097834973325°N,2.88547005053889°E                           |                                                      |                                     | Modifica les dades a Wikidata |
|        | Can Pere Tonet                      | la Jonquera | masia        |                                           | 42° 25′ 50″ N, 2° 50′ 21″ E / 42.430648722621°N,2.83908945194355°E                            |                                                      |                                     | Modifica les dades a Wikidata |
|        | Can Picardia                        | la Jonquera | masia        |                                           | 42° 26′ 38″ N, 2° 56′ 39″ E / 42.4438607989303°N,2.94423610737922°E                           |                                                      |                                     | Modifica les dades a Wikidata |
|        | Can Ponet                           | la Jonquera | masia        |                                           | 42° 26′ 19″ N, 2° 51′ 13″ E / 42.4387464880496°N,2.85356178646492°E                           |                                                      |                                     | Modifica les dades a Wikidata |
|        | Can Seferino                        | la Jonquera | masia        |                                           | 42° 27′ 01″ N, 2° 56′ 23″ E / 42.4502830714703°N,2.939706444740296°E muntanya de Requesens    |                                                      | Can Seferino                        | Modifica les dades a Wikidata |
|        | Can Travessa                        | la Jonquera | masia        |                                           | 42° 26′ 53″ N, 2° 53′ 17″ E / 42.4480975652184°N,2.88808773149605°E                           |                                                      |                                     | Modifica les dades a Wikidata |
|        | Castell de Canadal                  | la Jonquera | masia        | Estil: arquitectura popular               | 42° 24′ 37″ N, 2° 52′ 58″ E / 42.4104°N,2.88288°E ca:Canadal. Accés des del Pol.Ind. La Campa | bé d'interès cultural bé cultural d'interès nacional |                                     | Modifica les dades a Wikidata |
|        | Mas Balló                           | la Jonquera | masia        |                                           | 42° 24′ 33″ N, 2° 53′ 07″ E / 42.4092429183175°N,2.88525228171145°E                           |                                                      |                                     | Modifica les dades a Wikidata |
|        | Mas Brugat                          | la Jonquera | masia        | Estil: arquitectura modernista            | 42° 26′ 22″ N, 2° 52′ 42″ E / 42.4394°N,2.87827°E                                             | bé integrant del patrimoni cultural català           |                                     | Modifica les dades a Wikidata |
|        | Mas Forcada                         | la Jonquera | masia        |                                           | 42° 24′ 43″ N, 2° 54′ 18″ E / 42.4118996842722°N,2.90492381893806°E                           |                                                      |                                     | Modifica les dades a Wikidata |
|        | Mas Fortic                          | la Jonquera | masia        |                                           | 42° 25′ 49″ N, 2° 52′ 46″ E / 42.4301760156652°N,2.87953681442402°E                           |                                                      |                                     | Modifica les dades a Wikidata |
|        | Mas Llong                           | la Jonquera | masia        | Estil: arquitectura popular               | 42° 25′ 49″ N, 2° 50′ 13″ E / 42.4302°N,2.83693°E                                             | bé integrant del patrimoni cultural català           |                                     | Modifica les dades a Wikidata |
|        | Mas Morató                          | la Jonquera | masia        |                                           | 42° 24′ 06″ N, 2° 53′ 11″ E / 42.4016698802348°N,2.88628680297928°E                           |                                                      |                                     | Modifica les dades a Wikidata |
|        | Mas Nou                             | la Jonquera | masia        |                                           | 42° 27′ 07″ N, 2° 53′ 28″ E / 42.451973048188°N,2.89112112232932°E                            |                                                      |                                     | Modifica les dades a Wikidata |
|        | Mas Palet                           | la Jonquera | masia        |                                           | 42° 24′ 37″ N, 2° 53′ 16″ E / 42.4101641282431°N,2.88787566797277°E                           |                                                      |                                     | Modifica les dades a Wikidata |
|        | Mas Parrutxo                        | la Jonquera | masia        |                                           | 42° 23′ 53″ N, 2° 54′ 12″ E / 42.398173234567°N,2.90341354636869°E 187 msnm                   |                                                      | Mas Parrutxo                        | Modifica les dades a Wikidata |
|        | Mas Pitxó                           | la Jonquera | masia        |                                           | 42° 24′ 33″ N, 2° 53′ 20″ E / 42.4092824629547°N,2.88882516519564°E                           |                                                      |                                     | Modifica les dades a Wikidata |
|        | Mas Pobre                           | la Jonquera | masia        |                                           | 42° 26′ 35″ N, 2° 51′ 26″ E / 42.4430290196003°N,2.85728475841605°E                           |                                                      |                                     | Modifica les dades a Wikidata |
|        | Mas Pous                            | la Jonquera | masia        | Estil: arquitectura popular               | 42° 26′ 24″ N, 2° 50′ 32″ E / 42.439924°N,2.84228°E                                           | bé integrant del patrimoni cultural català           |                                     | Modifica les dades a Wikidata |
|        | Mas Rius                            | la Jonquera | masia        |                                           | 42° 27′ 33″ N, 2° 52′ 13″ E / 42.4592372585833°N,2.87035920201052°E                           |                                                      |                                     | Modifica les dades a Wikidata |
|        | Mas Roig                            | la Jonquera | masia        |                                           | 42° 26′ 41″ N, 2° 50′ 01″ E / 42.4447171618413°N,2.83355724577302°E                           |                                                      |                                     | Modifica les dades a Wikidata |
|        | Mas Serra                           | la Jonquera | masia        |                                           | 42° 24′ 26″ N, 2° 53′ 15″ E / 42.4071288303318°N,2.88760156612822°E                           |                                                      |                                     | Modifica les dades a Wikidata |
|        | Mas d'en Panís                      | la Jonquera | masia        |                                           | 42° 27′ 28″ N, 2° 56′ 36″ E / 42.4576935255148°N,2.94337247706102°E                           |                                                      |                                     | Modifica les dades a Wikidata |
|        | Mas d'en Roure                      | la Jonquera | masia        |                                           | 42° 26′ 30″ N, 2° 49′ 54″ E / 42.4417605180319°N,2.83171687591029°E                           |                                                      |                                     | Modifica les dades a Wikidata |
|        | Mas d'en Torres                     | la Jonquera | masia        |                                           | 42° 25′ 32″ N, 2° 53′ 02″ E / 42.425560478323°N,2.88393398663874°E                            |                                                      |                                     | Modifica les dades a Wikidata |
|        | Mas de Fontcairada                  | la Jonquera | masia        |                                           | 42° 26′ 54″ N, 2° 50′ 10″ E / 42.4483772128541°N,2.83607693256089°E                           |                                                      |                                     | Modifica les dades a Wikidata |
|        | Mas de Mirapols                     | la Jonquera | masia        |                                           | 42° 27′ 02″ N, 2° 58′ 18″ E / 42.4506073360195°N,2.97172591265041°E                           |                                                      |                                     | Modifica les dades a Wikidata |
|        | Mas de Puigcal                      | la Jonquera | masia        |                                           | 42° 26′ 45″ N, 2° 57′ 11″ E / 42.44570721692139°N,2.9529941082000732°E                        |                                                      |                                     | Modifica les dades a Wikidata |
|        | Mas de Sant Martí del Forn de Vidre | la Jonquera | masia        | Estil: arquitectura popular Estat: ruïnós | 42° 26′ 39″ N, 2° 51′ 57″ E / 42.444299°N,2.865695°E ca:A 3 km al nord del poble, el Pertús   | bé integrant del patrimoni cultural català           | Mas de Sant Martí del Forn de Vidre | Modifica les dades a Wikidata |
|        | Mas de l'Església Vella             | la Jonquera | masia        | Estil: arquitectura romànica              | 42° 26′ 37″ N, 2° 56′ 42″ E / 42.4435°N,2.94492°E                                             | bé integrant del patrimoni cultural català           |                                     | Modifica les dades a Wikidata |
|        | Mas de l'Esquerrà                   | la Jonquera | masia        |                                           | 42° 25′ 28″ N, 2° 52′ 33″ E / 42.4243452340221°N,2.87587692054652°E                           |                                                      |                                     | Modifica les dades a Wikidata |
|        | Mas de l'Illa                       | la Jonquera | masia        |                                           | 42° 27′ 18″ N, 2° 53′ 00″ E / 42.4550183532715°N,2.88328368099479°E                           |                                                      |                                     | Modifica les dades a Wikidata |
|        | Mas de la Balma                     | la Jonquera | masia        |                                           | 42° 26′ 09″ N, 2° 49′ 45″ E / 42.4357047699233°N,2.82919205453633°E                           |                                                      |                                     | Modifica les dades a Wikidata |
|        | Mas de la Comtessa                  | la Jonquera | masia        |                                           | 42° 27′ 50″ N, 2° 52′ 32″ E / 42.4638450130329°N,2.87551916502416°E                           |                                                      |                                     | Modifica les dades a Wikidata |
|        | Mas de la Granja                    | la Jonquera | masia        |                                           | 42° 26′ 08″ N, 2° 51′ 24″ E / 42.4356074972563°N,2.85680312112027°E                           |                                                      |                                     | Modifica les dades a Wikidata |
|        | Mas de les Vinyasses                | la Jonquera | masia        |                                           | 42° 27′ 14″ N, 2° 54′ 21″ E / 42.4539043864834°N,2.90588187925367°E                           |                                                      |                                     | Modifica les dades a Wikidata |
|        | Mas del Calze                       | la Jonquera | masia        |                                           | 42° 26′ 50″ N, 2° 53′ 51″ E / 42.4471698038039°N,2.89756220283731°E                           |                                                      |                                     | Modifica les dades a Wikidata |
|        | Mas del Camp del Calze              | la Jonquera | masia        |                                           | 42° 26′ 52″ N, 2° 54′ 01″ E / 42.44776673823°N,2.9003678587363°E                              |                                                      |                                     | Modifica les dades a Wikidata |
|        | Mas del Pla                         | la Jonquera | masia        |                                           | 42° 24′ 23″ N, 2° 52′ 52″ E / 42.406321078927°N,2.8809899099347°E                             |                                                      |                                     | Modifica les dades a Wikidata |
|        | Mas del Pla de l'Arca               | la Jonquera | masia        |                                           | 42° 27′ 30″ N, 2° 53′ 44″ E / 42.4582093081274°N,2.89557390789001°E                           |                                                      |                                     | Modifica les dades a Wikidata |
|        | Mas dels Estanys                    | la Jonquera | masia        |                                           | 42° 24′ 00″ N, 2° 54′ 20″ E / 42.3999131994859°N,2.90557377414165°E                           |                                                      |                                     | Modifica les dades a Wikidata |
|        | els Buenys                          | la Jonquera | masia        |                                           | 42° 26′ 32″ N, 2° 56′ 35″ E / 42.4421491279333°N,2.94314329173285°E                           |                                                      |                                     | Modifica les dades a Wikidata |
|        | els Casals                          | la Jonquera | masia        |                                           | 42° 26′ 54″ N, 2° 50′ 36″ E / 42.448225440913°N,2.84347087140258°E                            |                                                      |                                     | Modifica les dades a Wikidata |
|        | l'Administració                     | la Jonquera | masia        |                                           | 42° 27′ 03″ N, 2° 56′ 19″ E / 42.4507295391978°N,2.93873327869981°E muntanya de Requesens     |                                                      | L'Administració                     | Modifica les dades a Wikidata |
|        | les Cotxeres                        | la Jonquera | masia        |                                           | 42° 27′ 02″ N, 2° 56′ 24″ E / 42.4506310917653°N,2.93990082121704°E                           |                                                      |                                     | Modifica les dades a Wikidata |

## menhir
| imatge | Nom                                | Ubicat a    | instància de | Detalls | coordenades                                                                | Protecció | Commons (més fotos)    | Dades a WD                    |
| ------ | ---------------------------------- | ----------- | ------------ | ------- | -------------------------------------------------------------------------- | --------- | ---------------------- | ----------------------------- |
|        | Menhir dels Estanys I              | la Jonquera | menhir       |         | 42° 23′ 39″ N, 2° 54′ 29″ E / 42.394138888889°N,2.9080555555556°E 185 msnm |           | Menhir dels Estanys I  | Modifica les dades a Wikidata |
|        | Menhir dels Estanys II             | la Jonquera | menhir       |         | 42° 23′ 39″ N, 2° 54′ 36″ E / 42.394083333333°N,2.9099722222222°E 185 msnm |           | Menhir dels Estanys II | Modifica les dades a Wikidata |
|        | Pedra Dreta                        | la Jonquera | menhir       |         | 42° 28′ 05″ N, 2° 56′ 10″ E / 42.4681276183153°N,2.93616181502102°E        |           |                        | Modifica les dades a Wikidata |
|        | Pedres Blanques                    | la Jonquera | menhir       |         | 42° 25′ 52″ N, 2° 53′ 04″ E / 42.4312166356563°N,2.88432473741196°E        |           |                        | Modifica les dades a Wikidata |
|        | Roc Blau                           | la Jonquera | menhir       |         | 42° 26′ 13″ N, 2° 53′ 12″ E / 42.4368475878817°N,2.88653933874741°E        |           |                        | Modifica les dades a Wikidata |
|        | menhir dels Planers de la Serafina | la Jonquera | menhir       |         | 42° 25′ 37″ N, 2° 51′ 06″ E / 42.426963888889°N,2.8517055555556°E          |           |                        | Modifica les dades a Wikidata |

## molí d'aigua
| imatge | Nom               | Ubicat a    | instància de | Detalls | coordenades                                                         | Protecció | Commons (més fotos) | Dades a WD                    |
| ------ | ----------------- | ----------- | ------------ | ------- | ------------------------------------------------------------------- | --------- | ------------------- | ----------------------------- |
|        | Molí d'en Grau    | la Jonquera | molí d'aigua |         | 42° 24′ 05″ N, 2° 52′ 35″ E / 42.4013173222292°N,2.87631116269904°E |           |                     | Modifica les dades a Wikidata |
|        | Molí d'en Laporta | la Jonquera | molí d'aigua |         | 42° 26′ 57″ N, 2° 51′ 53″ E / 42.4491621823416°N,2.86479825731562°E |           |                     | Modifica les dades a Wikidata |

## muntanya
| imatge | Nom                    | Ubicat a                              | instància de | Detalls | coordenades                                                                | Protecció | Commons (més fotos)  | Dades a WD                    |
| ------ | ---------------------- | ------------------------------------- | ------------ | ------- | -------------------------------------------------------------------------- | --------- | -------------------- | ----------------------------- |
|        | Penya de les Heures    | la Jonquera                           | muntanya     |         | 42° 27′ 22″ N, 2° 55′ 39″ E / 42.45599167°N,2.92763611°E 869.4 msnm        |           |                      | Modifica les dades a Wikidata |
|        | Puig Llobregat         | la Jonquera                           | muntanya     |         | 42° 27′ 22″ N, 2° 55′ 06″ E / 42.4561°N,2.91845°E 925.5 msnm               |           |                      | Modifica les dades a Wikidata |
|        | Puig Neulós            | la Jonquera la Roca d'Albera Sureda   | muntanya     |         | 42° 28′ 56″ N, 2° 56′ 50″ E / 42.482101374°N,2.94711007326°E 1257 msnm     |           | Puig Neulós          | Modifica les dades a Wikidata |
|        | Puig Pregon            | la Jonquera Sureda                    | muntanya     |         | 42° 28′ 32″ N, 2° 57′ 25″ E / 42.475667°N,2.956917°E                       |           |                      | Modifica les dades a Wikidata |
|        | Puig de Calmelles      | Morellàs i les Illes la Jonquera      | muntanya     |         | 42° 26′ 30″ N, 2° 49′ 46″ E / 42.44169444°N,2.82950833°E 735.5 msnm        |           |                      | Modifica les dades a Wikidata |
|        | Puig de l'Homenatge    | la Jonquera                           | muntanya     |         | 42° 27′ 24″ N, 2° 55′ 37″ E / 42.4566°N,2.92688°E 875.9 msnm               |           |                      | Modifica les dades a Wikidata |
|        | Puig de la Llosa       | la Jonquera                           | muntanya     |         | 42° 24′ 12″ N, 2° 54′ 47″ E / 42.4033°N,2.91316°E 202.8 msnm               |           |                      | Modifica les dades a Wikidata |
|        | Puig de la Puja        | el Voló l'Albera la Jonquera          | muntanya     |         | 42° 27′ 38″ N, 2° 52′ 57″ E / 42.4605°N,2.88242°E 671.1 msnm               |           |                      | Modifica les dades a Wikidata |
|        | Puig de les Basses     | Sureda Espolla la Jonquera            | muntanya     |         | 42° 28′ 02″ N, 2° 58′ 45″ E / 42.467194°N,2.979139°E 1068.6 msnm           |           |                      | Modifica les dades a Wikidata |
|        | Puig de les Canals     | la Jonquera Cantallops                | muntanya     |         | 42° 27′ 09″ N, 2° 55′ 04″ E / 42.45249333°N,2.91780611°E 882.8 msnm        |           |                      | Modifica les dades a Wikidata |
|        | Puig dels Falguers     | la Jonquera Cantallops                | muntanya     |         | 42° 26′ 11″ N, 2° 54′ 06″ E / 42.4363°N,2.90166°E 761.2 msnm               |           |                      | Modifica les dades a Wikidata |
|        | Puig dels Homes        | l'Albera la Jonquera                  | muntanya     |         | 42° 27′ 40″ N, 2° 53′ 40″ E / 42.461081°N,2.894517°E 651.5 msnm            |           |                      | Modifica les dades a Wikidata |
|        | Puigmal                | la Jonquera el Pertús                 | muntanya     |         | 42° 28′ 03″ N, 2° 52′ 14″ E / 42.467452777778°N,2.8706166666667°E 430 msnm |           |                      | Modifica les dades a Wikidata |
|        | Roc Civader            | la Jonquera                           | muntanya     |         | 42° 26′ 32″ N, 2° 53′ 51″ E / 42.4421°N,2.89751°E 773.9 msnm               |           |                      | Modifica les dades a Wikidata |
|        | Roc Colom              | la Jonquera                           | muntanya     |         | 42° 27′ 35″ N, 2° 57′ 43″ E / 42.45982778°N,2.96192222°E 901.7 msnm        |           |                      | Modifica les dades a Wikidata |
|        | Roc de les Cols        | la Jonquera Cantallops                | muntanya     |         | 42° 27′ 02″ N, 2° 55′ 09″ E / 42.45063°N,2.91911389°E 898 msnm             |           |                      | Modifica les dades a Wikidata |
|        | Roc dels Tres Termes   | la Roca d'Albera l'Albera la Jonquera | muntanya cim |         | 42° 28′ 28″ N, 2° 55′ 59″ E / 42.47440556°N,2.93291667°E 1128.7 msnm       |           | Roc dels Tres Termes | Modifica les dades a Wikidata |
|        | Roca Miradones         | la Jonquera                           | muntanya     |         | 42° 25′ 20″ N, 2° 52′ 58″ E / 42.4221°N,2.88266°E 318.1 msnm               |           |                      | Modifica les dades a Wikidata |
|        | la Barbota             | la Jonquera Cantallops                | muntanya     |         | 42° 26′ 20″ N, 2° 54′ 08″ E / 42.439°N,2.90221°E 778.8 msnm                |           |                      | Modifica les dades a Wikidata |
|        | puig Pinyer            | la Jonquera Vallespir l'Albera        | muntanya cim |         | 42° 27′ 31″ N, 2° 55′ 28″ E / 42.4586°N,2.92457°E 951 msnm                 |           | Puig Pinyer          | Modifica les dades a Wikidata |
|        | puig de les Colladetes | la Jonquera l'Albera                  | muntanya     |         | 42° 28′ 06″ N, 2° 55′ 41″ E / 42.4683°N,2.92817°E                          |           |                      | Modifica les dades a Wikidata |

## polígon industrial
| imatge | Nom                            | Ubicat a    | instància de       | Detalls | coordenades                                                         | Protecció | Commons (més fotos) | Dades a WD                    |
| ------ | ------------------------------ | ----------- | ------------------ | ------- | ------------------------------------------------------------------- | --------- | ------------------- | ----------------------------- |
|        | Polígon industrial Mas Morató  | la Jonquera | polígon industrial |         | 42° 23′ 57″ N, 2° 53′ 02″ E / 42.3992449713446°N,2.88400679851949°E |           |                     | Modifica les dades a Wikidata |
|        | Polígon industrial Mas del Pla | la Jonquera | polígon industrial |         | 42° 24′ 19″ N, 2° 52′ 47″ E / 42.4052836632283°N,2.87977888300508°E |           |                     | Modifica les dades a Wikidata |
|        | Polígon industrial Oliveres    | la Jonquera | polígon industrial |         | 42° 24′ 09″ N, 2° 52′ 52″ E / 42.4023672352713°N,2.88124263997817°E |           |                     | Modifica les dades a Wikidata |
|        | Polígon industrial Vilella     | la Jonquera | polígon industrial |         | 42° 24′ 01″ N, 2° 52′ 45″ E / 42.4002307279249°N,2.87925387822179°E |           |                     | Modifica les dades a Wikidata |

## pont
| imatge | Nom                     | Ubicat a    | instància de | Detalls                                                   | coordenades                                                         | Protecció                                  | Commons (més fotos)  | Dades a WD                    |
| ------ | ----------------------- | ----------- | ------------ | --------------------------------------------------------- | ------------------------------------------------------------------- | ------------------------------------------ | -------------------- | ----------------------------- |
|        | Pas de la Figuera       | la Jonquera | pont         |                                                           | 42° 26′ 57″ N, 2° 55′ 43″ E / 42.4492287346002°N,2.92867789993224°E |                                            |                      | Modifica les dades a Wikidata |
|        | Pas del Còrrec          | la Jonquera | pont         |                                                           | 42° 26′ 40″ N, 2° 56′ 52″ E / 42.4444929385005°N,2.94789562090868°E |                                            |                      | Modifica les dades a Wikidata |
|        | Pas dels Canons         | la Jonquera | pont         |                                                           | 42° 27′ 08″ N, 2° 57′ 26″ E / 42.4521788403565°N,2.95710744147967°E |                                            |                      | Modifica les dades a Wikidata |
|        | Pas dels Mesclants      | la Jonquera | pont         |                                                           | 42° 25′ 58″ N, 2° 56′ 59″ E / 42.4327049555432°N,2.9497776311472°E  |                                            |                      | Modifica les dades a Wikidata |
|        | Pont al carrer Major    | la Jonquera | pont         | Estil: arquitectura popular Travessa: Llobregat d'Empordà | 42° 25′ 06″ N, 2° 52′ 21″ E / 42.418235°N,2.872605°E 112 msnm       | bé integrant del patrimoni cultural català | Pont al carrer Major | Modifica les dades a Wikidata |
|        | Pont d'Espanya          | la Jonquera | pont         | Travessa: Llobregat d'Empordà Hi passa: N-2               | 42° 26′ 59″ N, 2° 51′ 58″ E / 42.4497852753859°N,2.86623188412499°E |                                            |                      | Modifica les dades a Wikidata |
|        | Pont d'en Xiquet        | la Jonquera | pont         | Hi passa: N-2                                             | 42° 23′ 43″ N, 2° 52′ 57″ E / 42.3952896696712°N,2.88238595444955°E |                                            |                      | Modifica les dades a Wikidata |
|        | Pont de Requesens       | la Jonquera | pont         | Estil: arquitectura popular                               | 42° 26′ 52″ N, 2° 56′ 26″ E / 42.44769°N,2.940614°E                 | bé integrant del patrimoni cultural català |                      | Modifica les dades a Wikidata |
|        | Pont de Sant Julià      | la Jonquera | pont         | Travessa: Llobregat d'Empordà                             | 42° 26′ 15″ N, 2° 51′ 50″ E / 42.4376333363072°N,2.86377742214178°E |                                            |                      | Modifica les dades a Wikidata |
|        | Pont de la Verneda      | la Jonquera | pont         |                                                           | 42° 26′ 42″ N, 2° 56′ 20″ E / 42.4450469036918°N,2.93896985264991°E |                                            |                      | Modifica les dades a Wikidata |
|        | Pont de les Cutives     | la Jonquera | pont         |                                                           | 42° 27′ 16″ N, 2° 56′ 38″ E / 42.4545417020553°N,2.94389826792984°E |                                            |                      | Modifica les dades a Wikidata |
|        | Pont del Mas d'en Costa | la Jonquera | pont         |                                                           | 42° 26′ 31″ N, 2° 56′ 06″ E / 42.4418205138549°N,2.93487533432081°E |                                            |                      | Modifica les dades a Wikidata |

## serra
| imatge | Nom                | Ubicat a               | instància de | Detalls | coordenades                                                         | Protecció | Commons (més fotos) | Dades a WD                    |
| ------ | ------------------ | ---------------------- | ------------ | ------- | ------------------------------------------------------------------- | --------- | ------------------- | ----------------------------- |
|        | Serra Comunera     | Campmany la Jonquera   | serra        |         | 42° 23′ 16″ N, 2° 54′ 06″ E / 42.38776111°N,2.90170778°E 224.9 msnm |           |                     | Modifica les dades a Wikidata |
|        | l'Homenatge        | la Jonquera            | serra        |         | 42° 27′ 24″ N, 2° 55′ 37″ E / 42.45657778°N,2.92688333°E 951.6 msnm |           |                     | Modifica les dades a Wikidata |
|        | serra de la Sureda | Cantallops la Jonquera | serra        |         | 42° 25′ 39″ N, 2° 54′ 13″ E / 42.4275°N,2.90348°E 761.2 msnm        |           |                     | Modifica les dades a Wikidata |
|        | serra del Calze    | la Jonquera            | serra        |         | 42° 26′ 32″ N, 2° 53′ 51″ E / 42.4421°N,2.89751°E 778.8 msnm        |           |                     | Modifica les dades a Wikidata |

## torre de defensa
| imatge | Nom                          | Ubicat a    | instància de     | Detalls                     | coordenades                                                                                        | Protecció                                  | Commons (més fotos)          | Dades a WD                    |
| ------ | ---------------------------- | ----------- | ---------------- | --------------------------- | -------------------------------------------------------------------------------------------------- | ------------------------------------------ | ---------------------------- | ----------------------------- |
|        | Torre adossada               | la Jonquera | torre de defensa | Estil: arquitectura popular | 42° 25′ 05″ N, 2° 52′ 27″ E / 42.418089°N,2.874211°E                                               | bé integrant del patrimoni cultural català |                              | Modifica les dades a Wikidata |
|        | Torre adossada I             | la Jonquera | torre de defensa | Estil: arquitectura popular | 42° 25′ 03″ N, 2° 52′ 27″ E / 42.417511°N,2.874211°E                                               | bé integrant del patrimoni cultural català | Torre adossada I             | Modifica les dades a Wikidata |
|        | torre del Serrat de la Plaça | la Jonquera | torre de defensa | Estil: arquitectura popular | 42° 24′ 59″ N, 2° 52′ 10″ E / 42.4164°N,2.86958°E ca:Serrat de la Plaça, 0,5 km a ponent del poble | bé cultural d'interès local                | Torre del Serrat de la Plaça | Modifica les dades a Wikidata |

## trinxera
| imatge | Nom                                                         | Ubicat a    | instància de | Detalls | coordenades | Protecció                   | Commons (més fotos) | Dades a WD                    |
| ------ | ----------------------------------------------------------- | ----------- | ------------ | ------- | ----------- | --------------------------- | ------------------- | ----------------------------- |
|        | Conjunt de búnquers i trinxeres de la línia P: N-1 trinxera | la Jonquera | trinxera     |         |             | bé cultural d'interès local |                     | Modifica les dades a Wikidata |
|        | Conjunt de búnquers i trinxeres de la línia P: N-2 trinxera | la Jonquera | trinxera     |         |             | bé cultural d'interès local |                     | Modifica les dades a Wikidata |

## vèrtex geodèsic
| imatge | Nom       | Ubicat a    | instància de    | Detalls   | coordenades                                                        | Protecció | Commons (més fotos) | Dades a WD                    |
| ------ | --------- | ----------- | --------------- | --------- | ------------------------------------------------------------------ | --------- | ------------------- | ----------------------------- |
|        | Calaellas | la Jonquera | vèrtex geodèsic | Alt: 1.2m | 42° 26′ 26″ N, 2° 49′ 42″ E / 42.440605°N,2.828379°E 735.838 msnm  |           |                     | Modifica les dades a Wikidata |
|        | Neulós    | la Jonquera | vèrtex geodèsic | Alt: 1.2m | 42° 28′ 56″ N, 2° 56′ 50″ E / 42.482107°N,2.947143°E 1256.896 msnm |           |                     | Modifica les dades a Wikidata |

## zona humida
| imatge | Nom                    | Ubicat a    | instància de | Detalls             | coordenades                                                       | Protecció   | Commons (més fotos)        | Dades a WD                    |
| ------ | ---------------------- | ----------- | ------------ | ------------------- | ----------------------------------------------------------------- | ----------- | -------------------------- | ----------------------------- |
|        | Estany Petit           | la Jonquera | zona humida  |                     | 42° 24′ 03″ N, 2° 54′ 12″ E / 42.400911111111°N,2.9033638888889°E |             | Estany Petit (La Jonquera) | Modifica les dades a Wikidata |
|        | estanys de Canadal     | la Jonquera | zona humida  |                     | 42° 23′ 54″ N, 2° 54′ 23″ E / 42.398239387867°N,2.906521579333°E  |             |                            | Modifica les dades a Wikidata |
|        | estanys de la Jonquera | la Jonquera | zona humida  | Superfície: 29.83ha | 42° 24′ 00″ N, 2° 54′ 24″ E / 42.4°N,2.9067°E                     | Natura 2000 | Estanys de La Jonquera     | Modifica les dades a Wikidata |

## Misc
| imatge | Nom                               | Ubicat a                                                                                                  | instància de                                                                 | Detalls | coordenades                                                                                 | Protecció                                  | Commons (més fotos)                           | Dades a WD                    |
| ------ | --------------------------------- | --- | ---------------------------------------------------------------------------- | --- | ------------------------------------------------------------------------------------------- | ------------------------------------------ | --------------------------------------------- | ----------------------------- |
|        | Ajuntament de la Jonquera         | la Jonquera                                                                                               | casa consistorial                                                            | Estil: arquitectura popular                                                                                 | 42° 25′ 00″ N, 2° 52′ 23″ E / 42.4168°N,2.87302°E 108 msnm                                  | bé integrant del patrimoni cultural català | Ajuntament de la Jonquera                     | Modifica les dades a Wikidata |
|        | Balma d'en Llong                  | la Jonquera                                                                                               | abric rocós                                                                  | | 42° 25′ 54″ N, 2° 50′ 11″ E / 42.4317165933399°N,2.83637565574934°E                         |                                            |                                               | Modifica les dades a Wikidata |
|        | Conjunt megalític dels Estanys    | la Jonquera                                                                                               | megàlit dolmen menhir                                                        | | estanys de la Jonquera                                                                      |                                            | Menhirs in La Jonquera Dolmens in La Jonquera | Modifica les dades a Wikidata |
|        | Creu commemorativa                | la Jonquera                                                                                               | creu de terme                                                                | Estil: arquitectura popular                                                                                 | 42° 26′ 55″ N, 2° 51′ 56″ E / 42.448676°N,2.865606°E                                        | bé integrant del patrimoni cultural català |                                               | Modifica les dades a Wikidata |
|        | Jaciment arqueològic de Panissars | el Pertús la Jonquera                                                                                     | Tropaion                                                                     | | 42° 27′ 18″ N, 2° 51′ 15″ E / 42.4551°N,2.85429°E Via Domícia                               | monument històric catalogat                | Archaeological site of Panissars              | Modifica les dades a Wikidata |
|        | Massís de l'Albera                | Vilamaniscle Cantallops Colera Espolla Garriguella la Jonquera Llançà Portbou Rabós Sant Climent Sescebes | Pla d'Espais d'Interès Natural àrea protegida                                | 1992 Superfície: 16378.90093ha                                                                              |                                                                                             |                                            |                                               | Modifica les dades a Wikidata |
|        | Recinte megalític del Mas Baleta  | la Jonquera                                                                                               | jaciment arqueològic                                                         | | 42° 24′ 01″ N, 2° 54′ 52″ E / 42.400247198326305°N,2.9143649339675908°E                     |                                            |                                               | Modifica les dades a Wikidata |
|        | Rectoria de la Jonquera           | la Jonquera                                                                                               | rectoria                                                                     | Estil: arquitectura popular                                                                                 | 42° 25′ 02″ N, 2° 52′ 23″ E / 42.417321°N,2.873142°E                                        | bé integrant del patrimoni cultural català | Rectoria de la Jonquera                       | Modifica les dades a Wikidata |
|        | Salt del Fitó                     | la Jonquera                                                                                               | salt d'aigua                                                                 | | 42° 27′ 15″ N, 2° 52′ 46″ E / 42.45408333333334°N,2.8795027777777777°E                      |                                            | Salt del Fitó                                 | Modifica les dades a Wikidata |
|        | Teuleria de Requesens             | la Jonquera                                                                                               | teuleria                                                                     | Estil: arquitectura popular                                                                                 | 42° 27′ 07″ N, 2° 56′ 34″ E / 42.451892°N,2.942701°E ca:Camí de Requesens                   | bé integrant del patrimoni cultural català |                                               | Modifica les dades a Wikidata |
|        | Torre de Carmanxel                | la Jonquera                                                                                               | torre de telegrafia òptica                                                   | Estil: arquitectura popular 17th century                                                                    | 42° 25′ 10″ N, 2° 52′ 35″ E / 42.419459°N,2.876353°E ca:A 0,2 km a l'est del poble 161 msnm | bé cultural d'interès local                | Torre de Carmanxel                            | Modifica les dades a Wikidata |
|        | Torricó de Guàrdia                | la Jonquera                                                                                               | torre de sentinella                                                          | Estil: arquitectura popular                                                                                 | 42° 25′ 10″ N, 2° 52′ 36″ E / 42.419383°N,2.876663°E                                        | bé integrant del patrimoni cultural català |                                               | Modifica les dades a Wikidata |
|        | massís de les Salines             | Maçanet de Cabrenys Agullana la Jonquera la Vajol Albanyà                                                 | àrea protegida serralada Pla d'Espais d'Interès Natural                      | 1992 Superfície: 4875.42384ha                                                                               | 42° 24′ N, 2° 47′ E / 42.4°N,2.78°E                                                         |                                            | Massís de les Salines                         | Modifica les dades a Wikidata |
|        | viaducte del Llobregat            | la Jonquera                                                                                               | viaducte viaducte d'una línia ferroviària d'alta velocitat box girder bridge | Travessa: Llobregat d'Empordà Hi passa: LAV Perpinyà-Figueres Llarg: 690m Llum: 60m Anomenat per: Llobregat | 42° 25′ 48″ N, 2° 51′ 48″ E / 42.43003365272848°N,2.8633214697391263°E                      |                                            |                                               | Modifica les dades a Wikidata |